# Bujaleuf
Bujaleuf – miejscowość i gmina we Francji, w regionie Nowa Akwitania, w departamencie Haute-Vienne. W 2013 roku populacja ówczesnej gminy wynosiła 873 mieszkańców. 